# Eemeli Parras
Eemeli Parras, egentligen Johan Emil Partainen (senare Partanen), född 18 februari 1884 i Helsingfors, död 23 januari 1939 utanför Uchta, var en finländsk författare.
1902 emigrerade Parras till Kanada och gick med i Matti Kurikkas utopi Sointula på Malcolm Island i Vancouver. Bara ett par år senare upplöstes samhället och Parras försörjde sig som gruvarbetare. Han var medlem av Sociaist Party of Canada och reste runt som talare. 1907 återvände han till Finland för att arbeta som journalist, men 1910 bosatte han sig i USA. Hans litterära produktion bestod i artiklar för finskspråkiga vänstertidningar samt dikter, ofta med politiska spänningar som tema. Parras tilldrog sig säkerhetspolisens uppmärksamhet då han var aktiv i USA:s kommunistiska parti. Han greps och deporterades 1932 till Finland, men lyckades få destinationen ändrad till Leningrad. Så småningom flyttade han till Petrozavodsk och blev redaktör vid tryckeriet Kirja. Parras var medlem av Sovjetiska författarunionen och skrev flera romaner inom genren socialistisk realism.
Stora utrensningen och förtrycket av finskspråkiga i Karelen drabbade också författarna. Lauri Luoto och Jalmari Virtanen arresterades och så även Parras. Han greps av NKVD den 3 april 1938 och dömdes till elva års straffarbete i ett gulagläger utanför Uchta, där han avled redan följande år.